# Chester (Massachusetts)
Chester é uma vila do condado de Hampden, Massachusetts, Estados Unidos, situada na parte ocidental do estado. A vila inclui o distrito histórico de Chester Factory Village. A população total era de 1.486  pessoas no censo de 2018.

## Geografia
Chester encontra-se localizado nas coordenadas 42° 16′ 26″ N, 72° 56′ 36″ O. Segundo o Departamento do Censo dos Estados Unidos, Chester tem uma superfície total de 96.33 km², da qual 94.83 km² correspondem a terra firme e (1.56%) 1.5 km² é água.

## Demografia
Segundo o censo de 2010, tinha 1.337 pessoas residindo em Chester. A densidade populacional era de 13,88 hab./km². Dos 1.337 habitantes, Chester estava composto pelo 98.65% brancos, o 0.07% eram afroamericanos, o 0% eram amerindios, o 0.15% eram asiáticos, o 0% eram insulares do Pacífico, o 0.22% eram de outras raças e o 0.9% pertenciam a duas ou mais raças. Do total da população o 1.12% eram hispanos ou latinos de qualquer raça.